# コマールノ

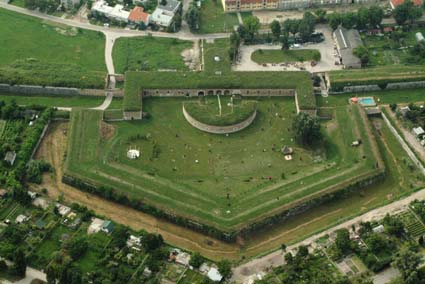
要塞

コマールノ （スロバキア語：Komárno、ハンガリー語：Komárom、ドイツ語：Komorn）は、スロバキア南部ニトラ県の町。首都ブラチスラヴァから100キロほど離れている。ドナウ川に面した町であり、ドナウ川はハンガリーとの国境となっている。

## 歴史
最初にコマールノに関する記述がされたのは1075年のものとされる文献で、当時の地名はCamarumであった。

## 地理
コマールノは標高110メートル地点にあり、面積は102.807平方キロメートルである。

## 統計
2001年調査によると、コマールノの人口は37,366人である。60.09％はハンガリー人、34.68％はスロバキア人、1.23%がロマである。信仰は53.50％はカトリック教会、22.43％は無信仰、4.38％がルーテル教会に属する。

## 著名な出身者
- アイヴァン・ライトマン
- フランツ・レハール
- プリシュキン・タマーシュ

## 姉妹都市
- リエト（フィンランド）
- テレジーン（チェコ）
- ブランスコ（チェコ）
- クラルピ・ナド・ヴラタヴォウ（チェコ）
- コマーロム（ハンガリー） - ドナウ川の対岸に位置する。スロバキアがハンガリー領だった時代にはコマールノの一部であった。
- ヴァイセンフェルス（ドイツ）
- セベシュ（ルーマニア）

## 参照
1. 1 2 3  “Municipal Statistics”.   Statistical Office of the Slovak republic. 2008年1月13日閲覧。